# Love (Foetus)
Love è un disco di Foetus pubblicato in formato CD dalla Ectopic Ents/Birdman Records nel 2005. Le prime copie dell'album includevano una DVD con contenuti aggiuntivi.

## Track list

### CD
1. "(Not Adam)" – 4:11
2. "Mon Agonie Douce" – 3:29
3. "Aladdin Reverse" – 7:30
4. "Miracle" – 4:48
5. "Don't Want Me Anymore" – 6:44
6. "Blessed Evening" – 3:41
7. "Pareidolia" – 6:01
8. "Thrush" – 6:53
  - con Jennifer Charles
9. "Time Marches On" – 3:07
10. "How to Vibrate" – 8:31

### DVD

#### Love: The Videos
- "Blessed Evening"
- "(Not Adam)"

#### Love: The Short Films
- "How to Vibrate"
- "Mon Agonie Douce"

#### Extras
- "I'll Meet You in Poland Baby," da Male DVD
- "Mary Magdelene," by Rotoskop featuring J. G. Thirlwell
- The Venture Bros. trailers
- A Foetus Life: un documentario con filmati su J. G. Thirlwell
- "Verklemmt" video, da Gash

## Formazione
- J. G. Thirlwell – voce e tutti gli strumenti, eccetto:
- Pamelia Kurstin – Theremin (7)
- Jeff Davidson – tromba (9)
- Christian Gibbs – chitarra (9)
- Kurt Wolf – chitarra (4)
- Jennifer Charles – Vocw (8)